# Este mundo
Este mundo è il quinto album discografico in studio del gruppo musicale francese di origine gitana spagnola Gipsy Kings, pubblicato nel 1991.

## Tracce
1. Baila me – 3:47
2. Sin ella – 4:00
3. Habla me – 4:06
4. Lagrimas – 2:58
5. Oy – 4:51
6. Mi vida – 3:52
7. El Mauro – 4:39
8. No volvere – 3:52
9. Furia – 2:40
10. Oh mai – 3:14
11. Ternuras – 3:26
12. Este mundo – 4:12

## Formazione

### Gipsy Kings
- Nicolas Reyes - voce principale, chitarra, percussioni
- Paco Baliardo - chitarra
- Tonino Baliardo - chitarra solista
- Diego Baliardo - chitarra, battito delle mani
- Canut Reyes - chitarra, cori
- Andre Reyes - basso, chitarra, battito delle mani, cori

#### Altri musicisti
- Gerard Prevost - basso, sintetizzatore
- Claude Salmieri - batteria
- Negrito Trasante-Crocco - batteria, percussioni, timpani
- Charles Benarroch - percussioni
- Dominique Droin - tastiere, sintetizzatore
- Mick Parker - tastiere, sintetizzatore
- Bruce Keen - triangolo
- Christian Martinez - ottone, tromba
- Philippe Slominski - ottone, tromba
- Christophe Negre - sassofono
- Denis Leloup - trombone

## Classifiche
| Paese       | Posizione più alta |
| ----------- | ------------------ |
| Austria     | 4                  |
| Germania    | 3                  |
| Paesi Bassi | 1                  |
| Regno Unito | 19                 |
| Stati Uniti | 120                |
| Svezia      | 20                 |
| Svizzera    | 1                  |